# Suma lui Gauss
Suma Gauss (numită după Carl Friedrich Gauss) este o formulă care ne ajută să adunăm un șir de termeni fără a fi nevoie să-i calculăm pe rând.
Formulele pentru suma Gauss pot fi de mai multe tipuri. Spre exemplu:
1. Pentru 1+2+3+…+n, unde n este cel mai mare număr natural al șirului de termeni consecutivi din 1 în 1: S=n*(n+1):2
2. Pentru 1+3+5+…+n, unde n este cel mai mare număr natural impar al șirului de termeni consecutivi din 2 în 2: S=[(n+1)*(n+1)]

Aceste formule se folosesc pentru sume care:
- încep de la 1 și sunt formate din termeni consecutivi din 1 în 1, până la n, unde n este cel mai mare număr natural al șirului;
- sau pentru sume din 2 în 2 de numere impare consecutive care încep de la 1 și merg până la n, unde n este cel mai mare număr natural impar al șirului.

Autorul continutului: Dicu Mihai David